# Беляшевский, Николай Федотович
Николай Федотович Беляшевский (укр. Біляшівський Микола Федотович; 1867—1926) — украинский археолог, этнограф, искусствовед и общественный и государственный деятель в Российской Империи, Украинской Народной Республике, Украинской Державе и УССР.

## Биография
Николай Федотович Беляшевский родился 12 (24) октября 1867 года в городе Умань в нынешней Черкасской области Украины в семье преподавателя Уманского духовного училища. Детство его прошло сначала в Умани, позже в селе Острийки (ныне Белоцерковского р-на Киевской обл.), куда семья Беляшевских, переехала после того, как отец учёного Федот Иванович был высвящен в сан священника. Позже семья Беляшевских переехала в Киев, где издавна проживали родственники его жены. Отец учёного Федот Иванович Беляшевский был известным церковным публицистом и проповедником, кроме пастырского служения в церквях Остриек и Киева, преподавал Закон божий в 1-й Киевской мужской гимназии и Коллегии им. Павла Галагана.
Начальное образование Николай Беляшевский получил дома от отца, который научил сына читать и писать. В Киеве окончил 2-ю Киевскую мужскую гимназию. Высшее образование получил, окончив курс наук на юридическом факультете Университета Св. Владимира и выдержав выпускные испытания в Новороссийском университете, где и  получил аттестат о полном высшем образовании.
Позже прослушал полный курс и сдал экзамены, как вольнослушатель  отделения естественных наук физико-математического факультета Московского университета.

## Научная деятельность
Н. Ф. Беляшевский исследовал стоянки каменного века по берегам Днепра и стоянки по Западному Бугу, производил ряд раскопок в Киевской, Волынской и Херсонской губерниях и Царстве Польском.
Многократно публиковался в журнале «Киевская Старина», где с 1899 года вёл особый отдел «Археологическая летопись Южной России», ставший в 1903—1905 отдельным журналом. Его работы помещались также и в специальных археологических печатных изданиях.
В 1902—1923 годах работал в Киевском городском художественно-промышленном и научном музее (ныне Национальный художественный музей Украины). Принимал активное участие в подготовке и проведении археологических съездов. Являлся одним из основателей Киевского общества охраны памятников старины и искусств (1910).
Автор первого Закона Украинской республики об охране памятников истории, культуры и искусства (1918).
С 1919 года член Всеукраинского комитета охраны памятников искусства и старины на Украине. С 1921 года заместитель председателя президиума Археологической комиссии ВУАН.

## Политическая деятельность
В 1906 году был избран членом Первой Государственной Думы Российской империи от Киевской губернии, где входил в состав Украинской громады.
В годы Первой мировой войны — уполномоченный Российской академии наук для охраны памятников культуры в Галиции и Буковине. Первый комиссар по охране святынь Киева (избран Советом объединённых общественный организаций в марте 1917 года).
Во времена Украинской Народной Республики был депутатом Центральной рады Украинской Народной Республики 2-го созыва.

## Память
Николай Федотович Беляшевский скончался 21 апреля 1926 года в городе Киеве и, согласно своему завещанию, был похоронен на территории своей дачи вблизи Канева (ныне это усадьба Каневского природного заповедника, территорию дачи семья учёного подарила государству на нужды науки и охраны культурного наследия в 1929 г.).
Именем учёного названа одна из улиц Киева.

## Избранная библиография
- Монетные клады Киевской губернии. — Киев. — 1889.[2].
- Следы первобытного человека на берегах р. Днепра вблизи Киева. −1890.
- Несколько новых стоянок каменного века по Днепру и его притокам// Киевская старина. — 1891. — Т.32. — № 3.
- Дюнные стоянки неолитической эпохи на берегах р. Западного Буга в среднем его течении// Труды одиннадцатого Археологического съезда в Киеве. Т.1. — М., 1899[3].